# Tiraspol

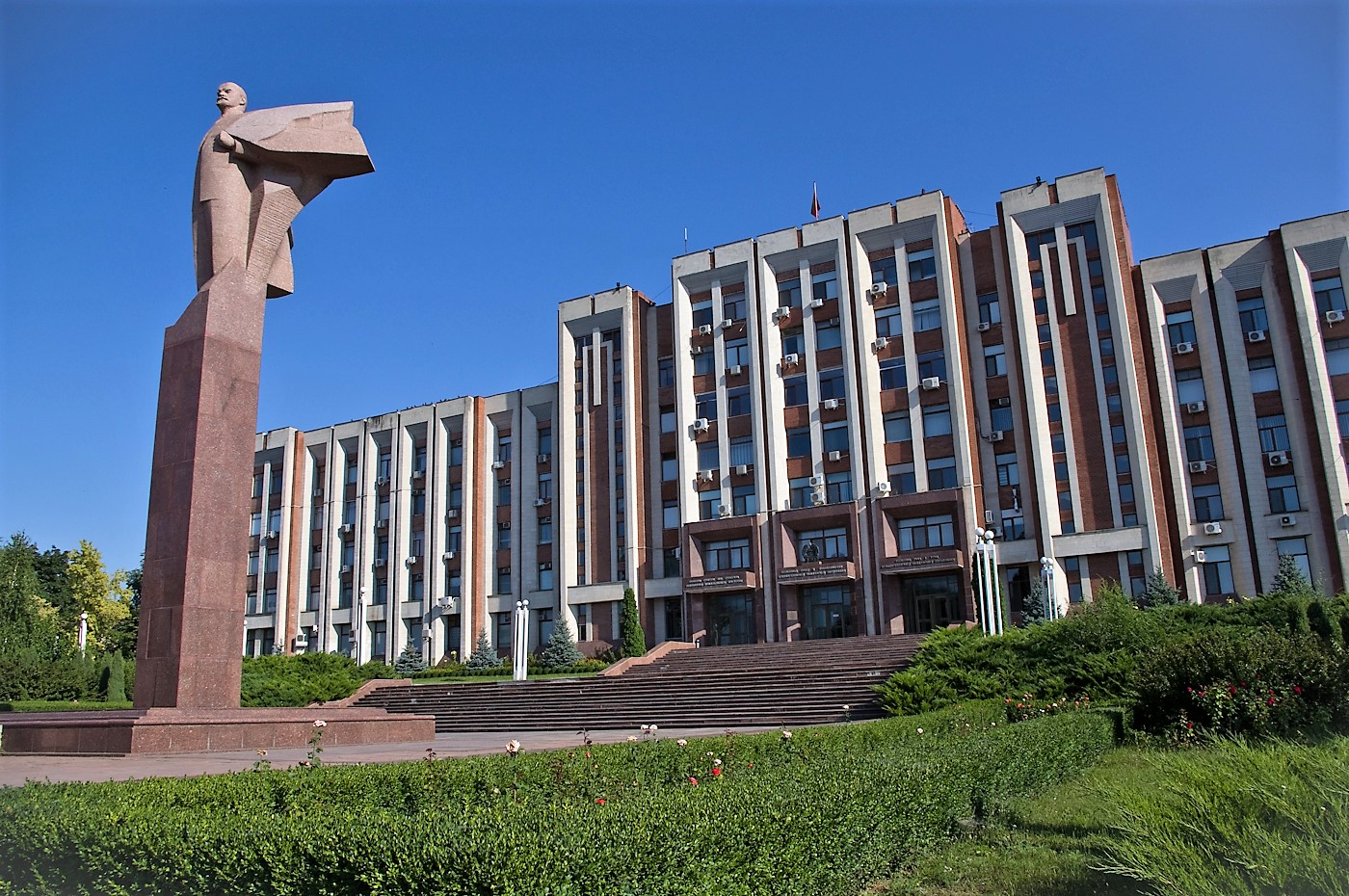
Byggnaden för Transnistriens Högsta sovjet och regering

Tiraspol (ryska: Тира́споль; ukrainska: Тираспіль: Tyraspil) är utbrytarrepubliken Transnistriens huvudstad (de facto), och har 133 800 invånare (2019). Eftersom Transnistrien inte är en erkänd stat, anses staden av omvärlden tillhöra Moldavien. 
Tiraspol grundades 1792 som en rysk fästning. Staden grundades av den ryske generalen Aleksandr Suvorov, som också står staty i centrala Tiraspol. 
I Tiraspol finns Transnistriens parlament. Staden har även en kommunal folkförsamling.

## Klimat
Tiraspol har milda somrar med temperaturer kring 21 grader i juli och augusti. Den kallaste månaden är januari och då är det ofta minusgrader.  

## Industri
I Tiraspol finns livsmedels-, textil-, glas- och möbelindustri.

## Monument
Statyn över Aleksandr Suvorov på det centrala torget restes 1979 till minne av hans 250-årsdag. 

## Sport
Det finns två professionella fotbollsklubbar i Tiraspol, som spelar i den högsta Moldaviska fotbollsligan Divizia Națională: FC Sheriff Tiraspol och  FC Tiraspol. Sheriff är det mest framgångsrika moldaviska fotbollslaget under senare år. De har vunnit varje ligatitel sedan säsongen 2000-2001 och sex moldaviska cupsegrar. 

## Kända personer
- Ion Iovcev

## Vänorter
- Ryssland Kaluga, Ryssland
- Ryssland Severodvinsk, Ryssland
- Suchumi, Abchazien
- Trondheim, Norge, sedan 2000
- Tschinvali, Sydossetien

## Bildgalleri

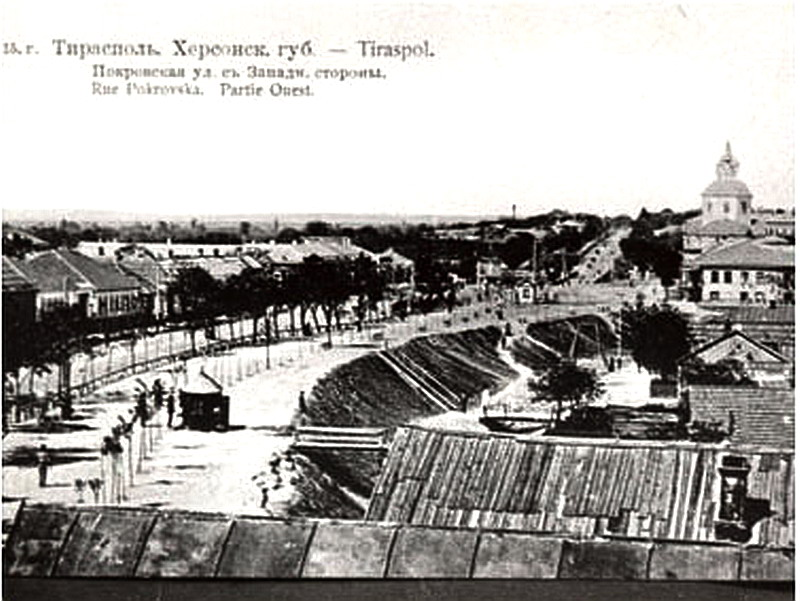
Tiraspol på 1800-talet
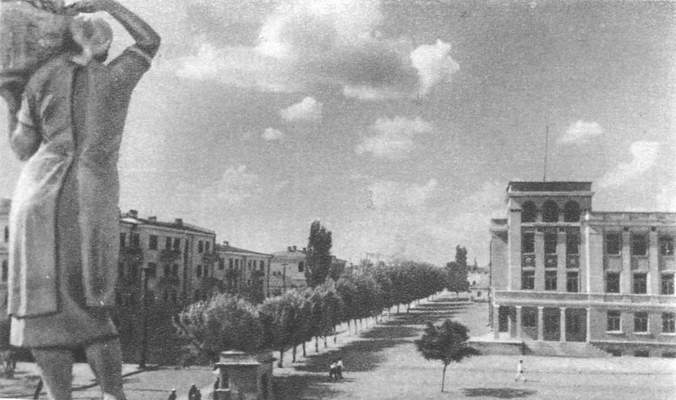
Leningatan, 1941
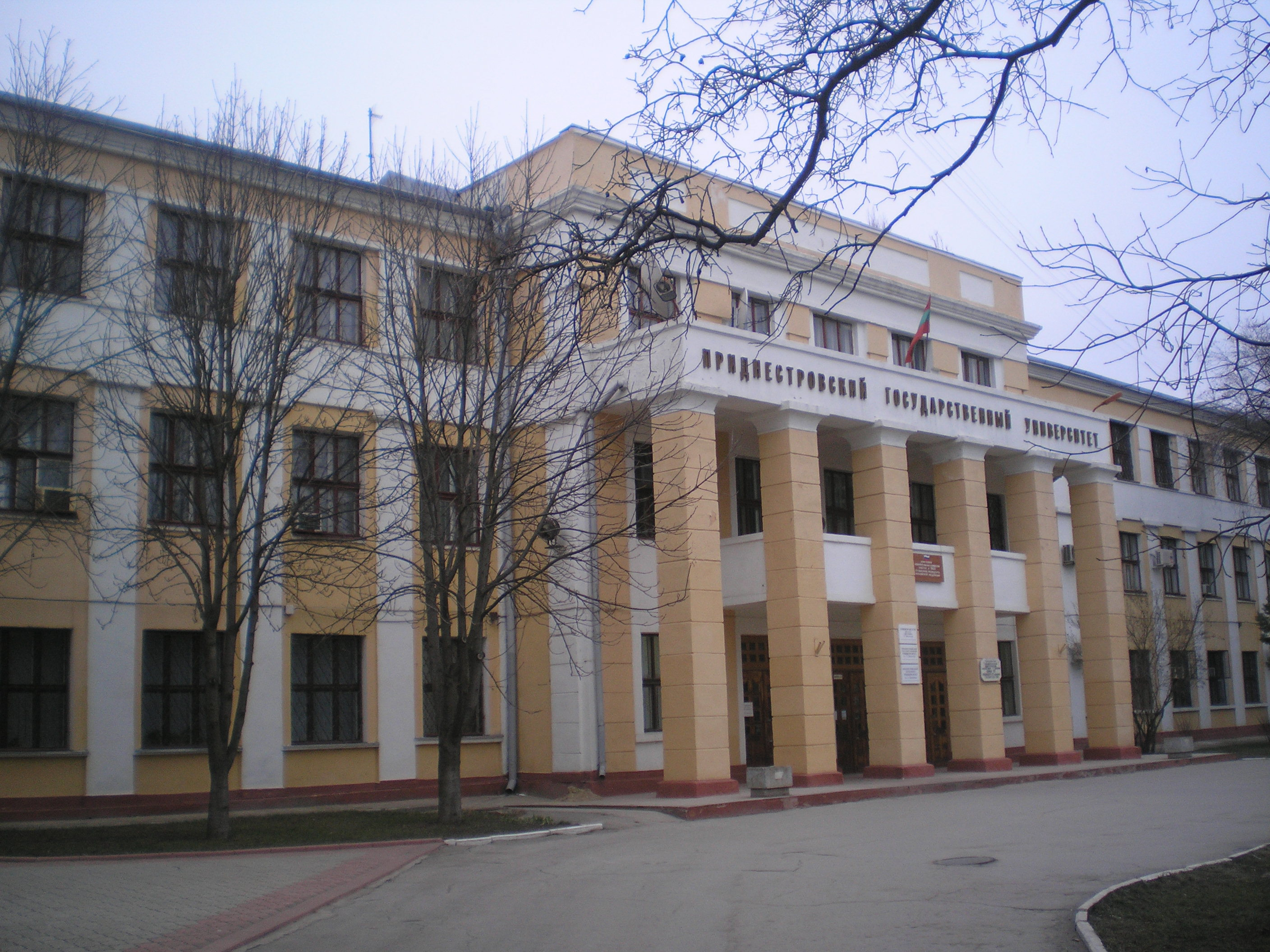
Transnistriens universitet
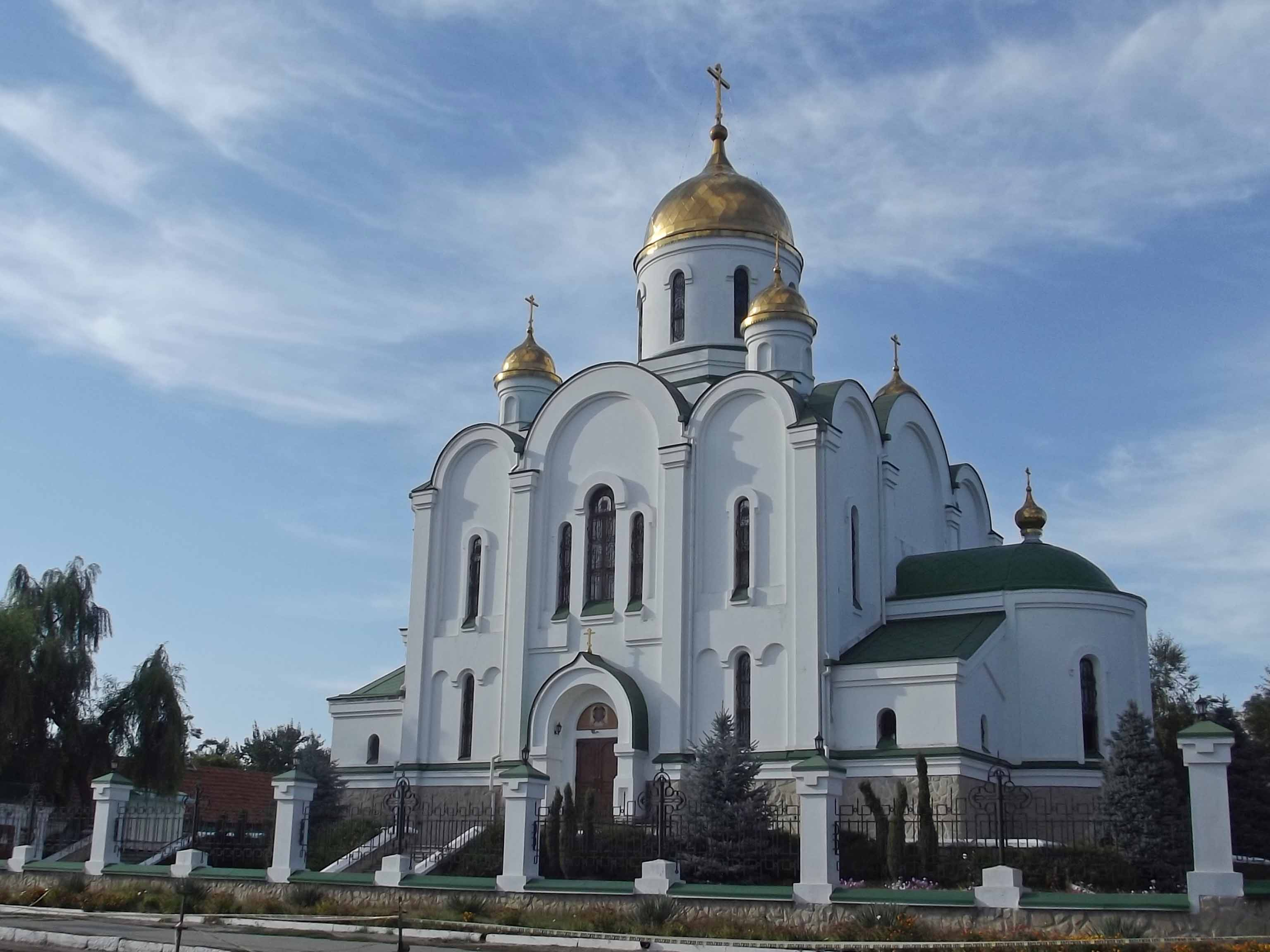
Födelsekatedralen
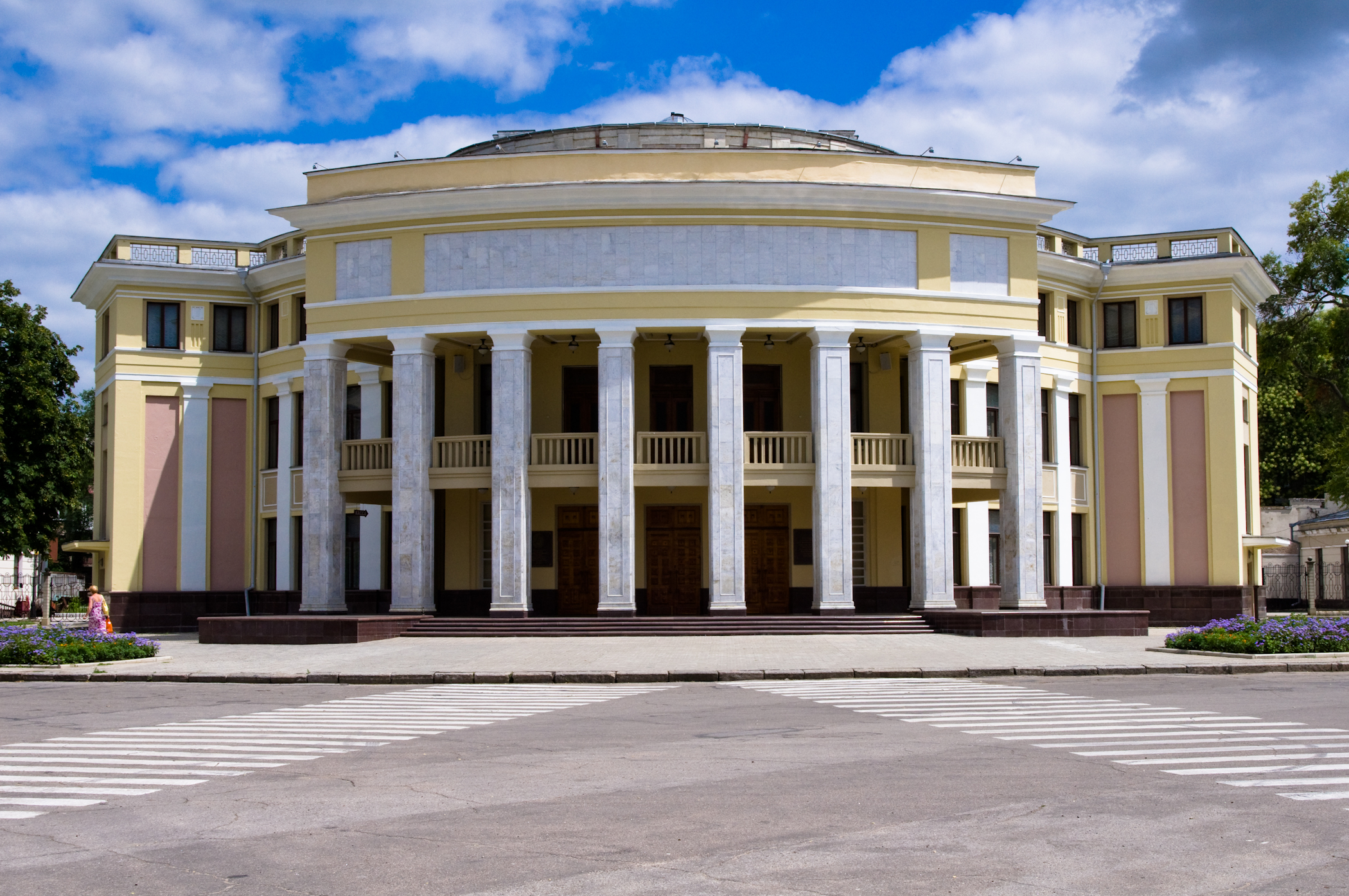
N.D. Aronezkaja-teatern
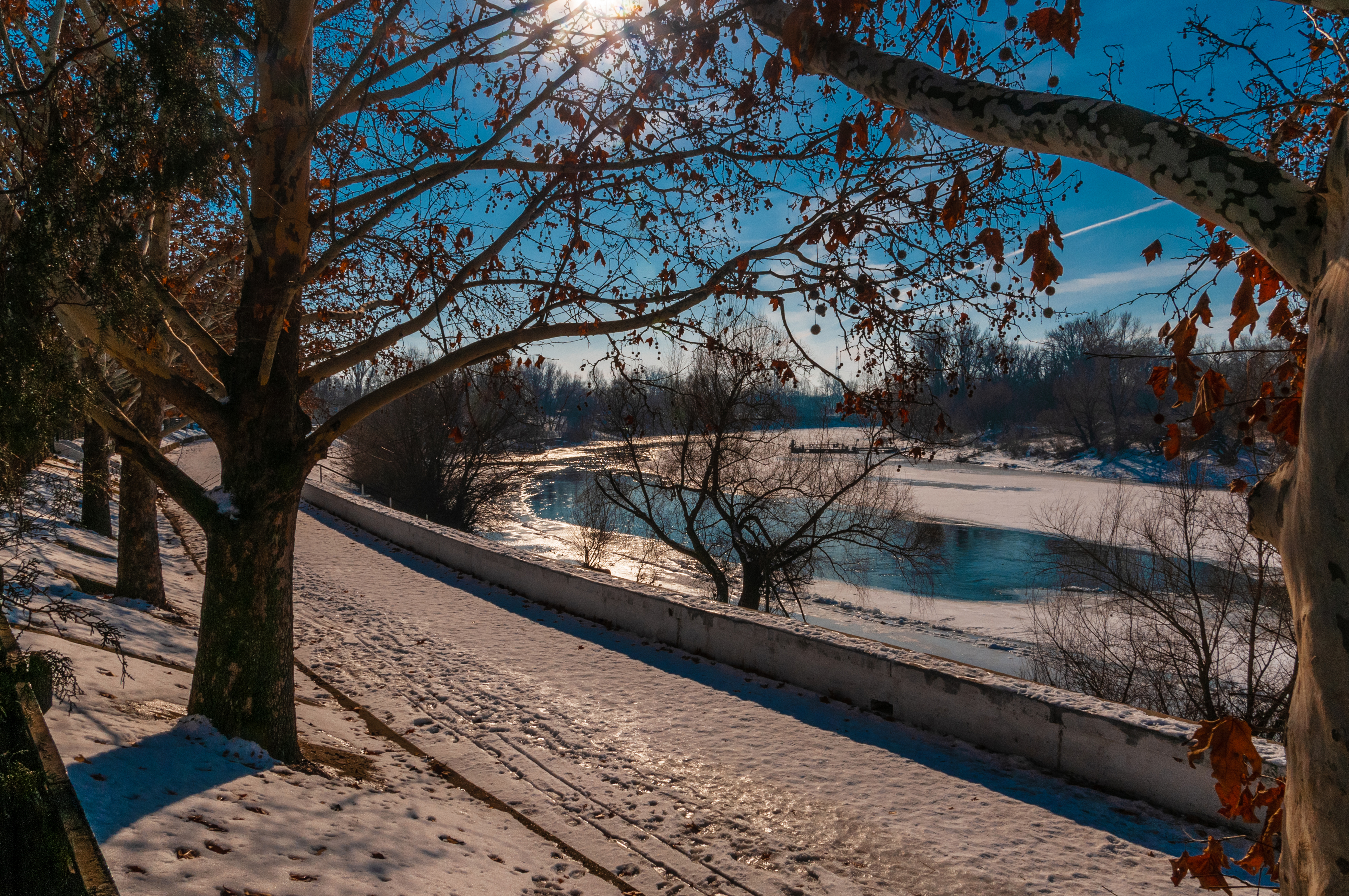
Strandpromenad vid Dnestr
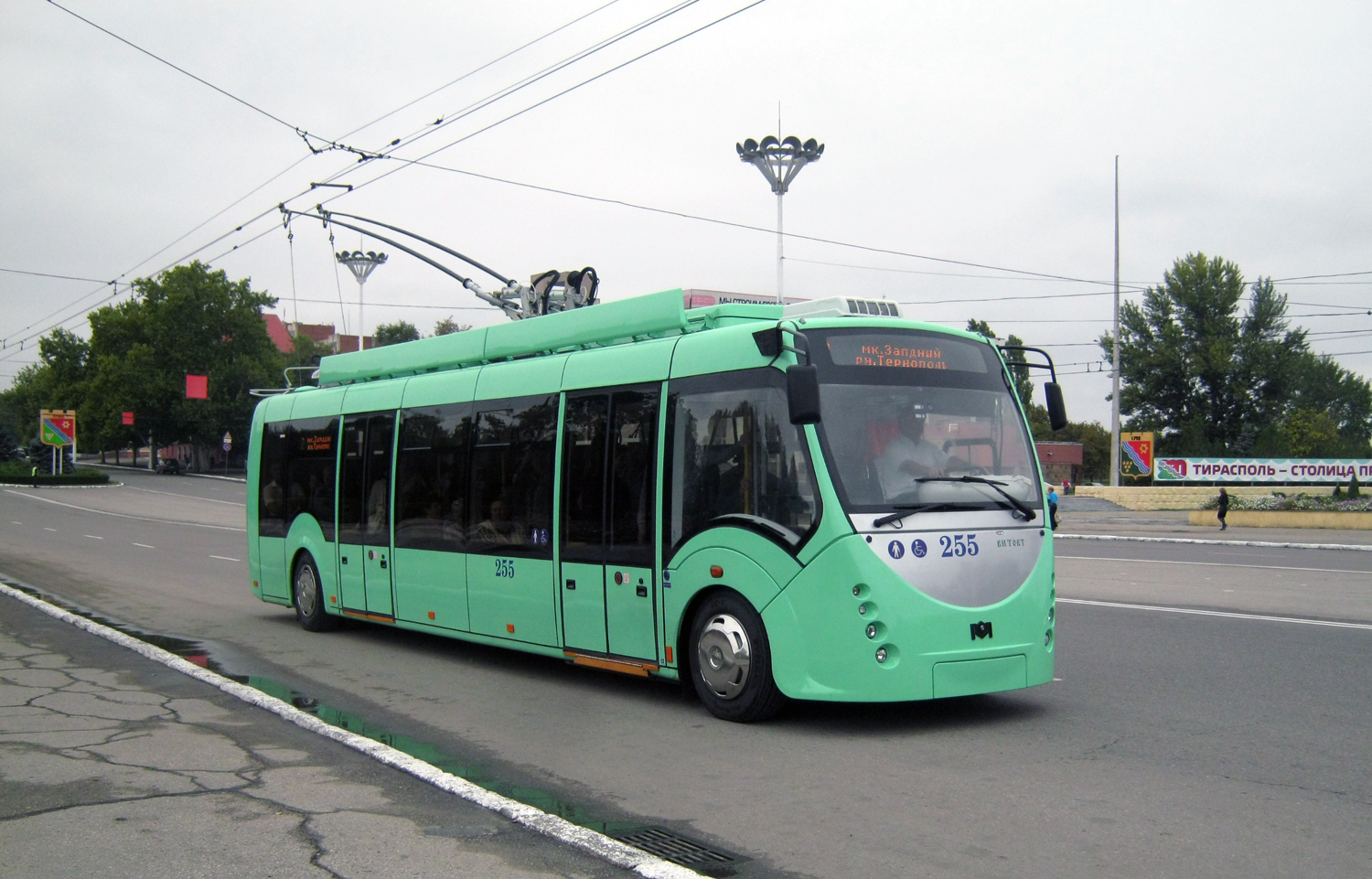
Trådbuss av fabrikat Belkommunmasch, 2012
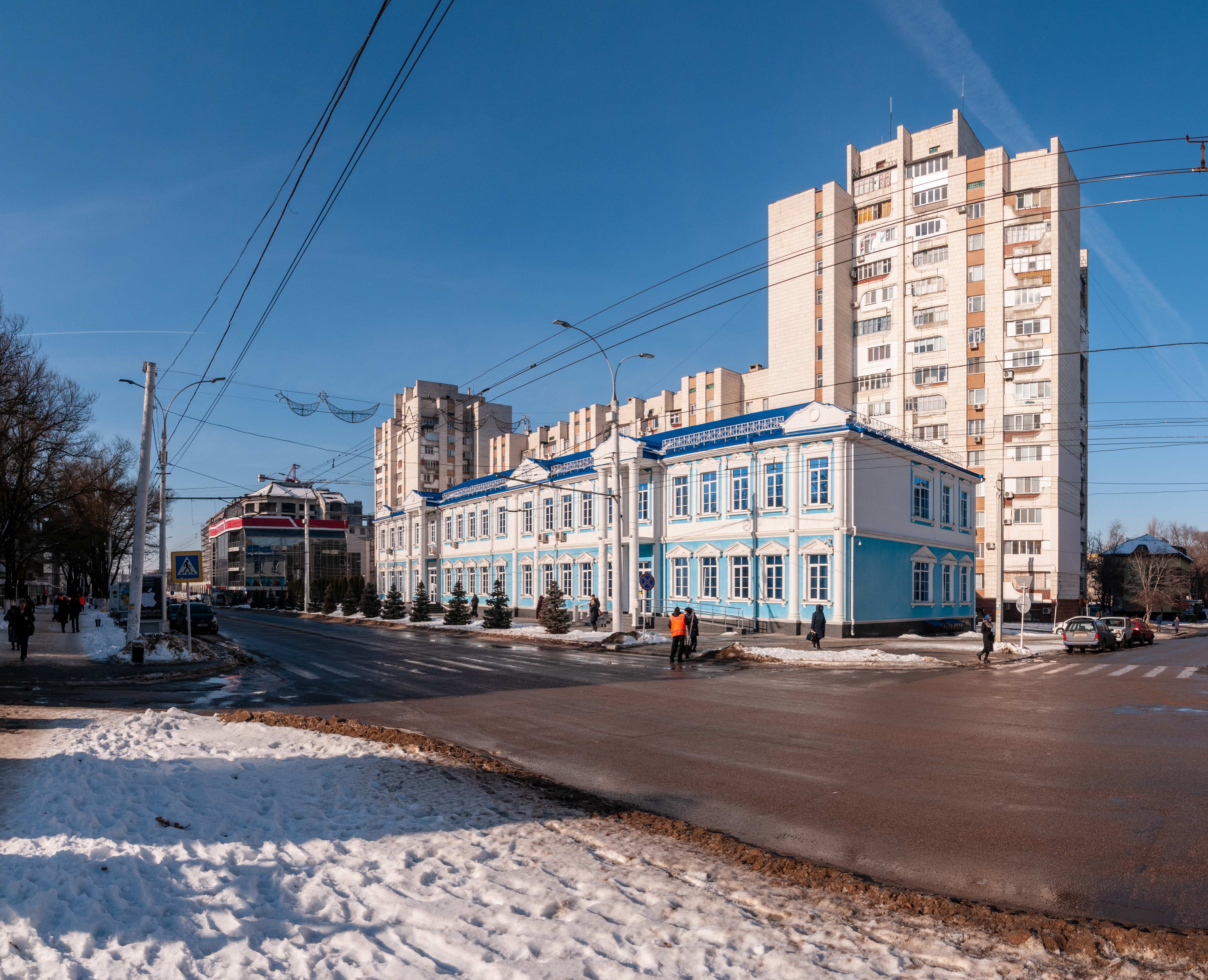
Poliklinik Nr. 3, sjukhus
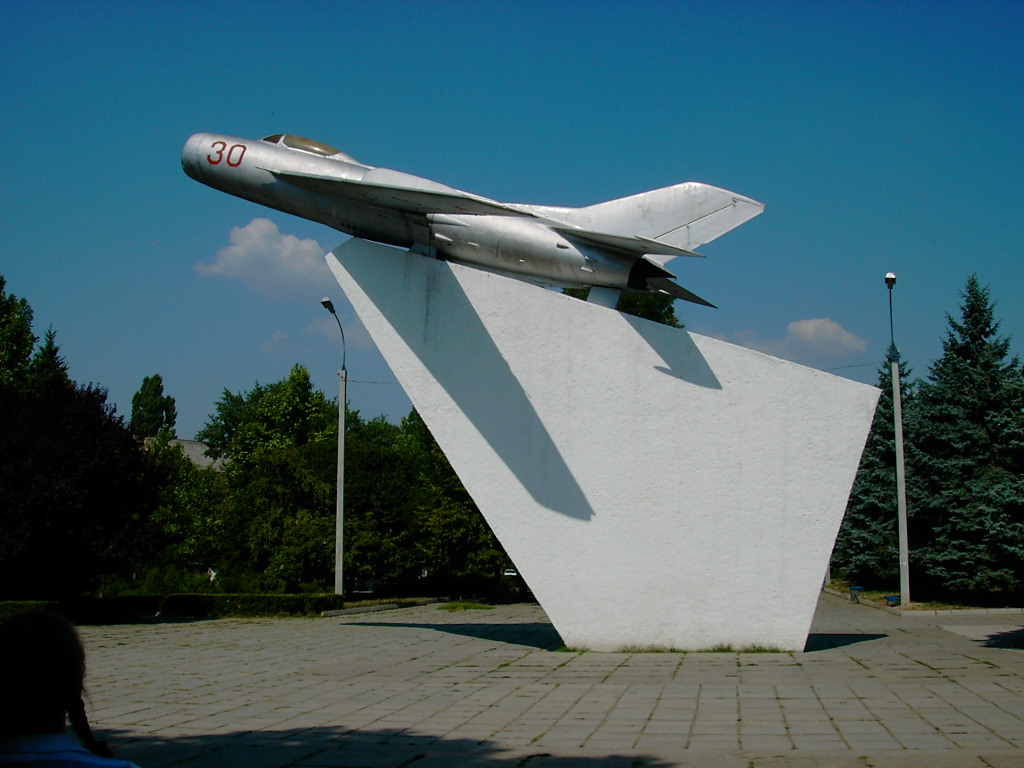
Monument med MiG-19-flygplan
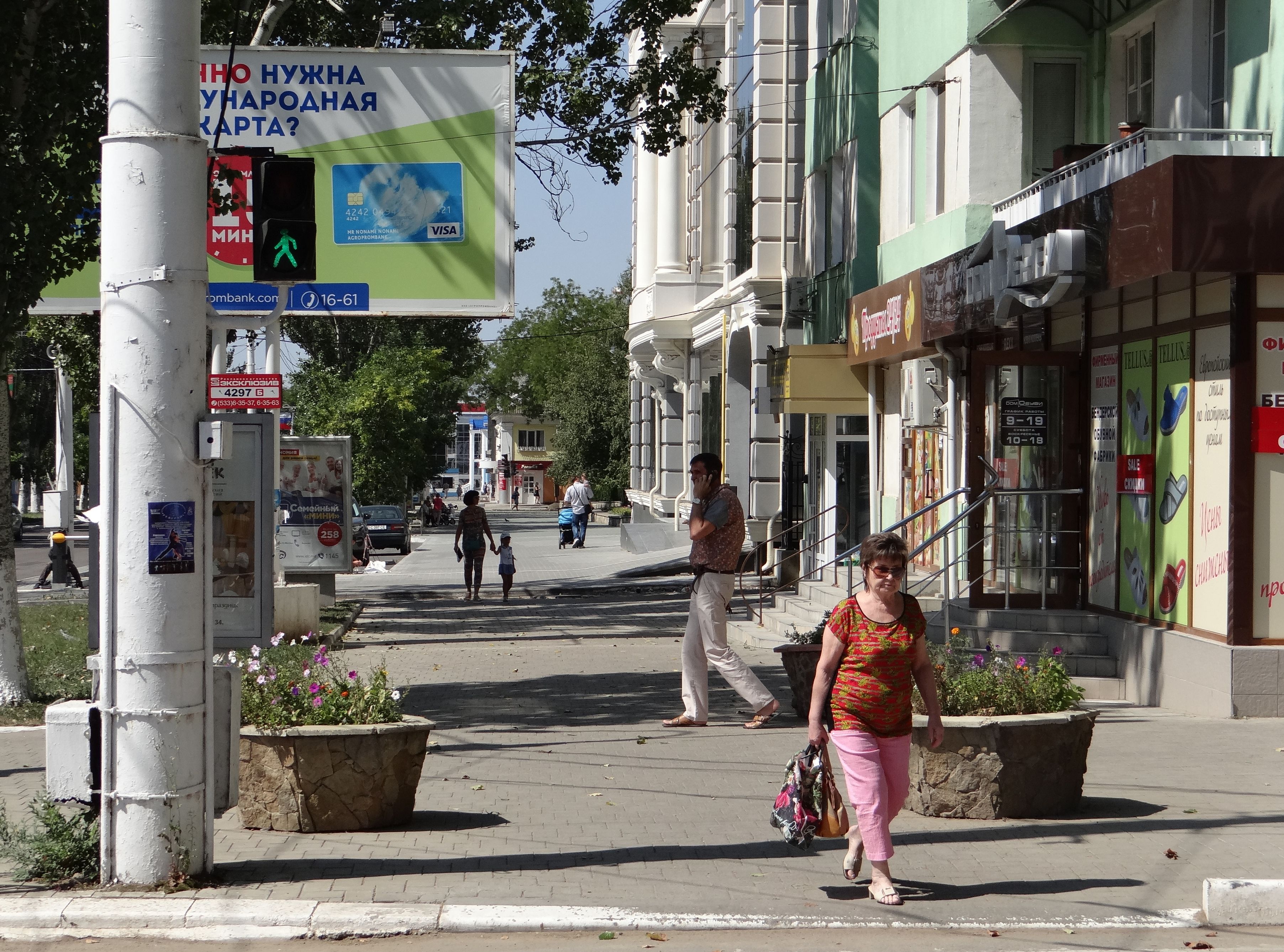
Stadsgata, 2017